# Рифська республіка
Ри́фська респу́бліка (або Конфедеративна республіка Рифських племен) (бербер. ⵜⴰⴳⴷⵓⴷⴰ ⵏ ⴰⵔⵔⵉⴼ, араб. جمهورية الريف Jumhūriyyatu r-Rīf) — створена у вересні 1921 року, коли рифські племена повстали та оголосили про свою незалежність від іспанської окупації, а також від марокканського султана.

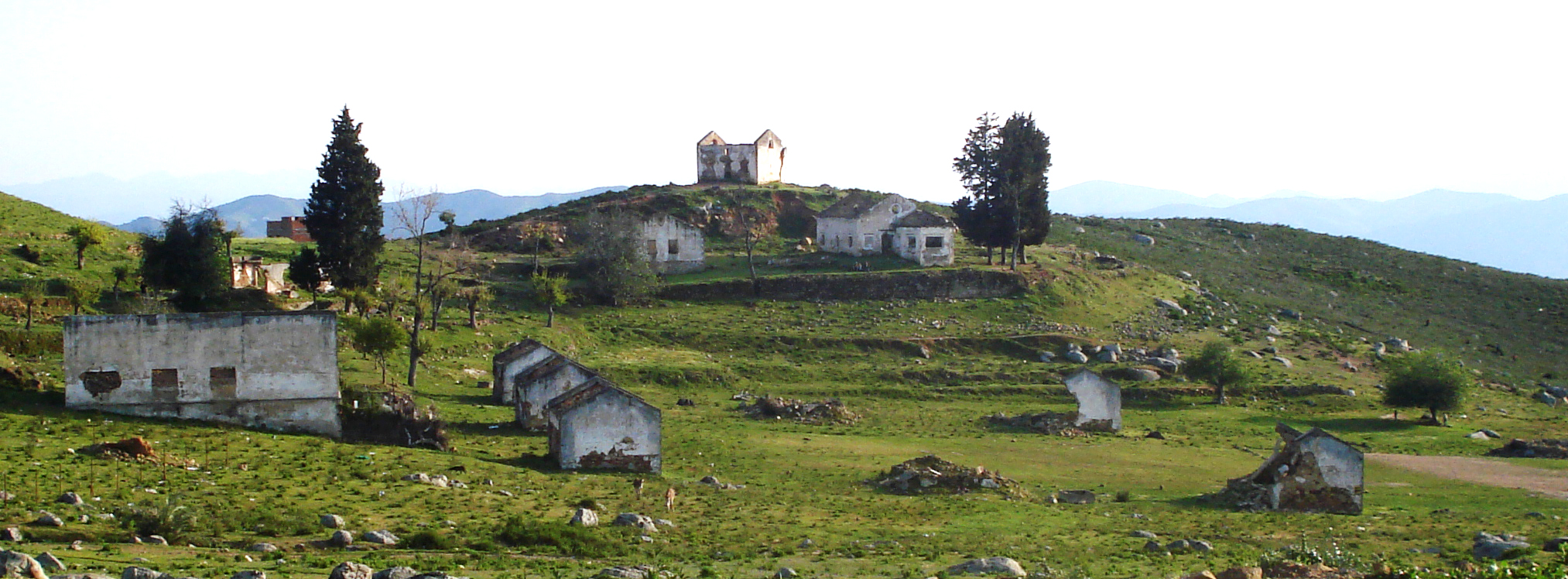
Руїни іспанської військової бази в Танакобі

Держава, створена після перемоги при Анвалі в 1921 р. повсталими проти марокканського султана і європейських колонізаторів жителями Ер-Рифу (гірської області на півночі Марокко). На чолі держави стояв Абд аль-Крім, який мав титул президента або еміра. Столицею держави вважалося рідне місто еміра, Аждір.
Республіка проіснувала до 1926 року. Вона не була визнана жодною європейською державою, хоча Абд аль-Крим намагався встановити дипломатичні відносини із Францією та Британією. Іспано-французька інтервенція на територію республіки отримала назву Рифської війни. У її ході іспанці застосовували проти повстанців хімічну зброю, але були безсилі нейтралізувати партизанський рух. У 1925 р. повстанці під час наступу на позиції французів дійшли майже до самого Феса.
Після вторгнення в республіку 250-тисячної іспано-французької армії на чолі з маршалом Петеном президент Абд аль-Крим, усвідомлюючи безперспективність подальшого опору при подібній чисельній і технічній перевазі ворога, 27 травня 1926 р здався французам і був висланий на острів Реюньйон, після чого єдність Марокко було оголошено відновленою. Досвід успішного протистояння «великим державам» нечисленних збройних формувань Рифської республіки використовувався багатьма повстанськими рухами в роки деколонізації.